# Szemöldökpárkány
A szemöldökpárkány az ajtók, illetve ablakok keretének felső, a fal síkjából kiemelkedő, vízszintes eleme. Anyaga többnyire jól megkülönböztethető a falétól. Vonalvezetése a többnyire egyenes könyöklőpárkányénál sokkal változatosabb: lehet ívelt, tört vonalú, copf stílusú stb. Az erdélyi reneszánsz épületekre igen jellemzőek a háromszögletű, timpanonszerű, önálló homlokzatdíszekként sorakozó szemöldökpárkányok. A hullámvonalú párkányprofil neve szima.
Gyakran díszítik. A díszítést faraghatják a párkány anyagába, de illeszthetik hozzá idegen anyagból is – ennek leggyakoribb fajtája a stukkó. Az alul fogasléccel díszített változatot fogsoros szemöldökpárkánynak nevezzük.